# ۱۸۲۱
۱۸۲۱ (میلادی) هزار و هشتصد و بیست و یکمین سال تقویم میلادی است.

## رویدادها
- ۲۵ مارس _ استقلال یونان از امپراتوری عثمانی.
- ۱۵ سپتامبر - استقلال هندوراس از اسپانیا.
- ۱ دسامبر - استقلال جمهوری دومینیکن از اسپانیا.

## زادگان
- ۱۶ ژانویه - جان سی. برکینریج، سیاست‌مدار آمریکایی (د. ۱۸۷۵)
- ۳ فوریه - الیزابت بلکول، نخستین پزشک زن در آمریکا، مبارز راه حقوق زنان و مخالف برده‌داری
- ۱۲ مارس - جان ابوت، سیاست‌مدار و وکیل کانادایی (د. ۱۸۹۳)
- ۱۶ مه - پافنوتی چبیشف، ریاضی‌دان روسی (د. ۱۸۹۴)
- ۲۶ ژوئن - آدولف ژلینک، محقق و ربی اهل اتریش (د. ۱۸۹۳)
- ۲ ژوئیه - چارلز تاپر، سیاست‌مدار، وکیل، و دیپلمات کانادایی (د. ۱۹۱۵)
- ۱۲ دسامبر - گوستاو فلوبر، نویسنده فرانسوی (د. ۱۸۸۰)
- ۱۹ فوریه - اوگوست اشلایشر، زبان‌شناس، نویسنده، و ژورنالیست آلمانی (د. ۱۸۶۸)
- ۱۶ ژوئیه - مری بیکر ادی، نویسنده آمریکایی (د. ۱۹۱۰)

## درگذشتگان
- ۲۳ فوریه – جان کیتس، شاعر بریتانیایی (ز. ۱۷۹۵)
- ۵ مه – ناپلئون بناپارت، سیاست‌مدار فرانسوی (ز. ۱۷۶۹)